# Paikuse
Paikuse (em estoniano:  Paikuse vald) é um município rural estoniano localizado na região de Pärnumaa.